# Muzaffar al Nawab
Muzaffar al Nawab, traslitterato anche Muthaffar al Nawwab (nome completo: Muzaffar abd al Magid al Nawab, in arabo   مظفر عبد المجيد النواب‎?); Baghdad, 1º gennaio 1934 – Sharja, 20 maggio 2020), è stato un poeta, scrittore, letterato, pittore e rivoluzionario iracheno.
Uno dei principali poeti della letteratura araba del XX secolo, duramente perseguitato per il contenuto rivoluzionario dei suoi scritti, fu costretto a trascorrere la maggior parte della propria vita in esilio. 
Ferocemente critico verso ogni forma di tirannia, concepì le proprie opere essenzialmente come funzionali all’incitamento alla ribellione ad ogni forma di oppressione e in tale ottica - alla ricerca di maggior impatto e diffusione - dall'iniziale dialetto iracheno approdò all'arabo fuṣḥā. Scelse di affidare la diffusione delle sue poesie prevalentemente alla trasmissione orale; la sua produzione è stata pubblicata quasi esclusivamente in modo clandestino.

## Biografia
Nato a Baghdad, in Iraq (allora Regno di Iraq), il 1º gennaio 1934 in un’aristocratica famiglia scita che dopo aver a lungo governato una delle regioni dell’India settentrionale era stata costretta a espatriare per aver opposto resistenza all’occupazione britannica, cresciuto in un ambiente che apprezzava l'arte e la cultura, dimostrò un talento letterario precoce e prestissimo espresse un interesse speciale per la poesia  pubblicando due antologie. 
L’intera sua travagliata vita fu indissolubilmente intrecciata alle tormentate vicende politiche del suo Paese sebbene - alla luce dell'ampiezza del respiro delle sue opere, conosciute dall'intera comunità arabofona, a cui egli si rivolse - risulti riduttivo inserire la sua figura nella sola categoria degli artisti iracheni.
Iscrittosi al partito comunista iracheno fin dagli anni delle scuole superiori e laureatosi in arte all’università di Baghdad, si dedicò per un breve periodo all’insegnamento ma dopo poco, nel 1955, fu licenziato a causa delle sue posizioni politiche, per le quali fu anche sottoposto a torture da parte di agenti del governo hashimita; rimase quindi disoccupato per tre anni, in un momento in cui la sua famiglia attraversava un momento assai difficile dal punto di vista finanziario e il suo supporto le era essenziale.
Caduta nel 1958 la monarchia in seguito alla rivoluzione del 14 luglio, fu reintegrato nel ministero dell’istruzione e ne fu nominato ispettore; tale incarico gli consentì di rimanere a contatto con l’ambiente artistico ma già nel 1963 - quando il governo mise al bando il partito comunista e riprese a perseguitarne i membri - fu costretto ancora una volta a fuggire all’estero e a rifugiarsi nel vicino Iran. Qui agenti della SAVAK, i servizi segreti imperiali iraniani, lo arrestarono mentre tentava di riparare in Russia e, dopo averlo sottoposto a torture, lo rimpatriarono in Iraq, ove fu condannato a morte. La pena capitale fu successivamente commutata in ergastolo ma a causa di alcuni versi giudicati pericolosamente sovversivi del suo componimento  al Bara'a (L'abiura) gli furono irrogati ulteriori tre anni di detenzione.
In carcere compose una delle sue opere più celebri, 'L’innocenza', che narra della terribile condizione dei detenuti politici che il regime - nell'intento di sgretolare il fronte degli oppositori - rimetteva intenzionalmente in libertà senza un motivo apparente affinché su di loro ricadesse il sospetto di aver confessato, collaborato o fatto opera di delazione. Oltre che per l'inedito attacco al regime quest'opera è importante per il modo in cui uscì dal carcere e si diffuse: imparatala a memoria in prigione, i compagni di detenzione di al Nawab continuarono a recitarla una volta liberi, in una catena che da allora non si è più interrotta.
Questa strategia di aggiramento del controllo e della censura porterà il poeta ad una scelta di vita e di pratica poetica radicale: deciderà di non pubblicare quasi più per iscritto: mentre le opere stampate possono essere fermate dalla censura e costituire motivo per la persecuzione, l'arresto e l'incarcerazione degli autori, degli editori e di chi ne viene ritrovato in possesso, la poesia diffusa oralmente è inarrestabile e chi la trasmette è difficilmente perseguibile.
Riuscito ad evadere scavando un tunnel nel pavimento della sua cella, trascorse sei mesi in clandestinità a Baghdad per poi raggiungere la zona della paludi nella parte sudorientale dell’Iraq, ove avevano in precedenza trovato rifugio numerosi perseguitati politici. 
La sua condizione parve brevemente migliorare nel 1969 quando agli oppositori del regime fu concessa la grazia ed egli fu reintegrato nel ministero dell’istruzione; ben presto però il clima politico iracheno si esacerbò, si verificò una nuova ondata di arresti e persecuzioni ed egli fu ancora una volta incarcerato.
Rilasciato, iniziò il suo interminabile esilio, interrotto solo da una breve visita a Baghdad nel 2011, durante la quale fu accolto con i massimi onori dal
Presidente della Repubblica del tempo, Jalal Talabani.
Nel suo frenetico ed incessante peregrinare riparò prima a Beirut e poi a Damasco, quindi in Eritrea, ove si unì ai ribelli locali, e in negli Emirati Arabi. 
Tenne letture in molti Paesi: fra gli altri, negli Stati Uniti, in Egitto e nel Regno Unito.  
Nei lunghi anni dell’esilio egli fu di fatto un apolide e gli fu possibile viaggiare solo grazie a visti libici.

Nella poesia In una vecchia taverna diede voce al suo dolore da esiliato:
In riferimento alle oscenità contenute in alcuni passaggi della sua famosa lirica “Gerusalemme, la sposa del vostro arabismo”, al Nawab ammise di essere egli stesso un osceno peccatore ma sottolineò che le sue colpe erano del tutto irrilevanti se confrontate all’oscenità dei potenti, dimostrando con ciò che l’impiego di termini indecenti fosse intenzionale e funzionale sia alla sferzante denuncia delle responsabilità dei leader arabi - colpevoli di tradimento della loro patria e del loro popolo - sia una energica sollecitazione al risveglio del popolo arabo verso la sua liberazione dal giogo dei tiranni.
Nel 1974, convinto da alcuni amici di una nota casa editrice, al Nawab pubblicò una nuova raccolta stampata, corredata di due audiocassette su cui aveva inciso la lettura delle sue opere; una scelta che ribadiva la sua convinzione che la voce e la parola siano più potenti della scrittura: egli stesso, il suo corpo, la sua voce erano la sua poesia.
Dopo una lunga malattia, al Nawab si spense il 20 maggio 2020 presso l’ospedale dell’università di Sharja, negli Emirati Arabi Uniti.
Da morto e dopo l'interminabile esilio, poté finalmente fare ritorno in Iraq: rientrò a Baghdad con un volo di Stato accolto dalle massime autorità irachene - fra cui il primo ministro Mustafa Al-Kadhimi - che gli tributarono i più alti onori e parteciparono ai solenni funerali di Stato. 
Al suo funerale, sin dall'alba migliaia di persone di ogni ceto sociale - moltissimi i giovani e tantissime pure le donne, benché tradizionalmente non partecipino ai funerali - attesero per le strade il suo passaggio; la folla contestò aspramente le autorità che seguivano il feretro tanto che il primo ministro al-Kadhimi fu obbligato ad abbandonare il corteo scortato dagli uomini del servizio di sicurezza fra rabbiosi cori della gente che rivendicava "Muzaffar è del popolo, non di ladri!" e lanci di pietre e di scarpe indirizzate al convoglio delle vetture blindate delle autorità.

Il feretro, portato in corteo per le strade della capitale e fatto fermare davanti alla sede dell’Unione degli Scrittori Arabi, raggiunse poi il cimitero di Wadi al-Salam, a Najaf, dove l'artista finalmente riposa.
Celebre per le fulminanti, irriverenti battute con cui irrideva i dittatori, anche quando - come sovente accadeva - questi erano presenti alle sue recite,  nelle caustiche invettive smascherò i soprusi, le meschinità, le ipocrisie e l’ottusità dei potenti del mondo arabo, dai quali era allo stesso tempo temuto, rispettato e perseguitato.
Conosciuto come il “poeta rivoluzionario”, artista militante, nelle sue opere fece costante impiego di riferimenti a simboli rivoluzionari internazionali; intese le sue vigorose poesie come strumento per incitare alla ribellione il popolo arabo oppresso, indicando nella sua unità la sua forza e via di salvezza.
La prima edizione completa in arabo delle sue opere fu pubblicata a Londra dalla casa editrice "Dar Qanbar" nel 1996.